# Daniel Pereira de Almeida
Daniel Djudá Pereira de Almeida (Manaus, 11 de agosto de 1972), mais conhecido como Daniel Almeida, é um político brasileiro filiado ao Avante. Atualmente cumpre seu primeiro mandato como deputado estadual do Amazonas.

## Trejetória política
Em 2 de outubro de 2022, Daniel Almeida foi eleito deputado estadual do Amazonas pelo Avante. Com 100% das urnas eletrônicas apuradas, ele recebeu 35.755 votos ou 1,81% dos votos válidos, sendo o 12º candidato com maior número de votos do Amazonas.

### Desempenho em eleições
| Ano  | Eleição              | Partido | Candidato a       | Votos  | %    | Resultado | Observações         | Ref.  |
| ---- | -------------------- | ------- | ----------------- | ------ | ---- | --------- | ------------------- | ----- |
| 2022 | Estadual no Amazonas | Avante  | Deputado estadual | 35.755 | 1,81 | Eleito    | Eleito em 12º lugar | [ 3 ] |